# Associação dos Portugueses Emigrados na Bélgica
Associação dos Portugueses Emigrados na Bélgica (APEB) é uma associação da comunidade portuguesa residente na Bélgica. Está situada na capital do país, Bruxelas, na rua de Belgrado. Foi fundada em 1966 e é a maior associação de emigrantes portugueses no país, com aproximadamente 400 famílias, e é igualmente uma das principais para acolhimento de emigrantes de Portugal. Promove atividades recreativas, culturais (inclusive musicais), sociais e desportivas. Desde 23 de outubro de 1993, é membro honorário da Ordem do Mérito.